# Owenia fusiformis
Owenia fusiformis (лат.) — вид морских многощетинковых червей из семейства Oweniidae. В ископаемом состоянии неизвестен. Длина тела до 10 см. Обитают на глубине 3—237 м. Населяют Индо-Западную часть Тихого океана, Атлантический океан, Арктику и Средиземноморье. Обитает на песчаных отмелях и илистом дне эстуариев и вдоль прибрежной зоны. Живёт в трубке, предпочитая отложения с содержанием ила от 10 до 40 %. Его трубка гибкая, длиннее самого червя и состоит из сцементированных зёрен песка и фрагментов ракушек. Червь может втягиваться внутрь, а затем трубка сгибается. Фильтратор и пожиратель детрита. Питается также мелкими беспозвоночными. Безвреден для человека, объектом промысла не является, охранный статус вида не установлен.